# رودولفو نگری
رودولفو نگری (انگلیسی: Rodolfo Negri؛ زادهٔ ۲۰ ژوئن ۱۹۱۳) بازیکن فوتبال اهل ایتالیا است.
از باشگاه‌هایی که در آن بازی کرده‌است می‌توان به باشگاه فوتبال اینتر میلان، باشگاه فوتبال نووارا، و باشگاه فوتبال رجانا اشاره کرد.